# XÖV
XML in der öffentlichen Verwaltung (XÖV) ist ein deutscher Standardisierungsrahmen und eine Sammlung von Standards für den elektronischen Datenaustausch der öffentlichen Verwaltung auf der Basis von Nachrichten in XML-Syntax und zugehörigen Codelisten und Prozessen. XÖV-Standards werden seit 2010 föderal erarbeitet und seit 2011 von der Koordinierungsstelle für IT-Standards (KoSIT) betreut.

## XÖV-Standards
Die Entwicklung und Bereitstellung von fachlichen Standards für den elektronischen Datenaustausch ist Bestandteil des Vorhabens „Standardisierung“ im Aktionsplan Deutschland Online aus dem Jahr 2010. Mit konkreten XÖV-Projekten werden dabei durchgängig elektronisch unterstützte und medienbruchfreie Verwaltungsprozesse über die föderalen Ebenen hinweg auf den Weg gebracht.  Im Mittelpunkt der XÖV-Standardisierung stehen daher Dienstleistungen mit vielen Schnittstellen zwischen Behörden, die harmonisiert werden. Zum Beispiel ist XWaffe eine zentrale Schnittstelle für den Datenaustausch im neuen „Nationalen Waffenregister“, das wesentliche Informationen zum Schusswaffenerwerb und -besitz in einer zentralen Datenbank erfasst. So kann der Schusswaffenbesitz in Deutschland zukünftig durch Behörden mit Ordnungs- und Sicherheitsaufgaben lückenlos kontrolliert werden.
Die XÖV-Methodik folgt dabei einem modellbasierten Entwicklungsprozess, in dem auf Basis von UML-Klassendiagrammen automatisch Artefakte wie Schemata und Spezifikationen generiert werden. Die XÖV-Methodik und Teile der Toolchain wurde zudem auch in anderen Standardisierungsvorhaben der öffentlichen Verwaltung genutzt, wie etwa im XML-Standard für Rechtsetzungsdokumente LegalDocML.de des Bundesministerium des Innern.
Zu unterscheiden sind zertifizierte XÖV-Standards, die den Standardisierungsprozess durchlaufen haben, und Standards, die lediglich angemeldet und dann auf www.xrepository.de veröffentlicht wurden. Durch die Vorgabe im Rahmen der Einer-für-Alle-Umsetzung für das Online-Zugangs-Gesetz sind eine ganze Reihe von nicht zertifizierten XÖV-Standards entstanden. Im XRepository sind die zertifizierten Standards an dem Häkchen beim XÖV zu erkennen (Beispiel XMeld oder XSozial basis).
Während XÖV seit mehr als 10 Jahren etabliert und millionenfach täglich zum Einsatz kommt (XMeld, XAusländer u. a.), ist die verwaltungspraktische Bedeutung von Föderales Informationsmanagement (FIM) unklar. Die XÖV-Standards verfügen um standardisierte Unterlagen, die im www.xrepository.de versioniert verfügbar sind und von Fachverfahrensherstellern sowie Kommunen zur Grundlage von digitalen Massendatenverarbeitungsverfahren genutzt werden. Die Betreiber von Registern, also von den Verwaltungsdatenbeständen im eigenen Zuständigkeitsbereich, kennen häufig die XÖV-Daten- und Nachrichtenstrukturen, weil sie darüber Datenaustausch betreiben. Zur Begleitung der XÖV-Standards gibt es Begleitgremien, in denen Fachverfahrenshersteller, Kommunen, Länder und Bundesministerien regelhaft beteiligt sind. Dadurch ist in einem kollegialen interföderalem Prozess mit fachlicher Beteiligung auch der IT-Fachverfahrenshersteller gewährleistet, dass die Standards allgemeinverständlich, gut dokumentiert und einsetzbar sind.

## XÖV Standards im Überblick

### XMeld
XMeld wird im Rahmen des Projektes „eGovernment und Bürokratieabbau im Meldewesen“ durch die XMeld Projektgruppe und das zugehörige Expertengremium sowie die Koordinierungsstelle für IT-Standards (KoSIT) erarbeitet. Das Projekt ist Teil der Initiative „Deutschland Online“. Es wird durch die Innenministerien der Länder und des Bundes beauftragt und finanziert.
Mit der Novellierung des Melderechtsrahmengesetz (MRRG) am 4. April 2002 wurde die Grundlage zum elektronischen Datenaustausch im Meldewesen zwischen den Behörden untereinander sowie zwischen Behörde und Bürger geschaffen. Seit Juli 2003 liegt die Beschreibung zu XMeld vor. Es ist die Spezifikation des bundeseinheitlichen Datenaustauschformates für die Übermittlung von Daten des Meldewesens und beschreibt verbindlich die für den Datenaustausch zu nutzenden Datenstrukturen und Schlüsseltabellen. Es enthält eine vollständige und detaillierte Vorschrift zur Abbildung von DSMeld-Blättern auf XÖV-Datenstrukturen und beschreibt im notwendigen Umfang die Verfahrensabläufe bei den Kommunikationsbeteiligten für alle spezifizierten Geschäftsvorfälle. Als XÖV-Austauschformat basiert XMeld vollständig auf XML.
Die Version 1.8.1 von XMeld wurde produktiv ab dem 1. Mai 2013 eingesetzt und steht unentgeltlich zur Verfügung. Herausgegeben wird sie von der Bundesvereinigung der kommunalen Spitzengremien und kann unter anderem über die Koordinierungsstelle für IT-Standards (KoSIT) angefordert werden.
Mit dem Bundesmeldegesetz, das am 1. November 2015 in Kraft trat, fand auch der Wechsel von XMeld 1.8.1 zu XMeld 2.1 statt. Die weiteren Releases folgen jeweils zum 1. Mai und 1. November jeden Jahres.
Hier werden die formalen Nachrichtendefinitionen sowie die konkreten Übermittlungsstandards z. B. zu XInneres und Kommunikationstandards mit anderen Empfangsberechtigten wie Bundeszentralamt für Steuern, Rentenversicherung, Bundesamt für Justiz, Bundesagentur für Arbeit, Landesrundfunkanstalten, Statistische Landesämter, Öffentlich-rechtliche Religionsgesellschaften, Ausländerzentralregister, u. a. festgelegt.

### XSozial
XSozial ist ein Standard, der es Gemeinden und anderen öffentlichen Institutionen ermöglichen soll, Daten aus dem Arbeits- und Sozialwesen schnell und sicher in einem offenen Standard auf XML-Basis auszutauschen.
Die Daten werden verschlüsselt und signiert übermittelt und über Online Services Computer Interface (OSCI) transportiert. XSozial ist aus der Initiative Deutschland-Online entstanden, in der die Entstehung von E-Government-Lösungen gefördert wird.
Im Rahmen der Umsetzung der Sozialplattform hat das Land Nordrhein-Westfalen einen generischen Datenübermittlungsansatz im Sozialbereich als XSozial-basis erstellt und zertifiziert.

### XUBetrieb
XUBetrieb ist eine frei verfügbare Bibliothek von Datenmodellen für die Entwicklung einheitlicher Schnittstellen zum elektronischen Nachrichtenaustausch in der Umweltberichterstattung. Dabei werden Informationen über Zustand und Umfang der durch Betriebe verursachten Umweltbelastung und von den Betrieben zur Vermeidung oder Verringerung der Belastung eingesetzte Schutzmaßnahmen übermittelt.
Ziel ist die Verringerung der Aufwände und die Erhöhung der Qualität bei der Erfüllung von Umweltberichtspflichten. Dies betrifft sowohl Unternehmen als auch Behörden. Um das Ziel trotz der föderal gesicherten Vielfalt in der DV-Landschaft zu erreichen, wurde eine frei verfügbare XML-Struktur betrieblicher Stamm- und Berichtsdaten entwickelt und etabliert. Diese verringert Redundanzen und kann von allen interessierten Seiten unentgeltlich eingesetzt werden. Durch die Einbindung als Standard in das XÖV des Bundes sind sowohl Qualität und freie Verfügbarkeit als auch durchgängige Dokumentation und zukünftige Pflege und somit die Verwendbarkeit von XUBetrieb sichergestellt.

### Sonstige
Die folgende (gegebenenfalls unvollständige) Liste umfasst derzeit bereits umgesetzte bzw. in Umsetzung befindliche XÖV-Standards:
- XAusländer (BAnz AT 26.03.2015 B3)
- XBau (BAnz AT 08.02.2018 B5)
- XBerufsbildung[16]
- XBildung[17]
- XDatenfelder (FIM)
- xdomea
- xeWaffe[18]
- XFall
- XFamilie[19]
- XFinanz[20]
- DatML/RAW (teil des XStatistik Standards)[21]
- XhD (hoheitliche Dokumente)[22]
- XHochschule[23]
- XInneres[24]
- XJustiz
- XKasse[25]
- XKatastrophenhilfe[26]
- XKfz[27]
- xNorm[28]
- LegalDocML.de[3]
- XPersonenstand (BAnz AT 16.01.2015 B2)
- XPersonenstandsregister (BAnz AT 27.10.2014 B1)
- XPlanung (BAnz AT 08.02.2018 B5)
- XPolizei[29]
- XRechnung
- XSchule[30]
- xSozial basis[31]
- XStatistik[32]
- XGewerbeanzeige (BAnz AT 28.09.2015 B1)
- XVEMAGS[33]
- XWaffe[34]
- XZuFi[35][36]
- XTA (XÖV Transport Adapter)[37]